# Maska przeciwgazowa M95

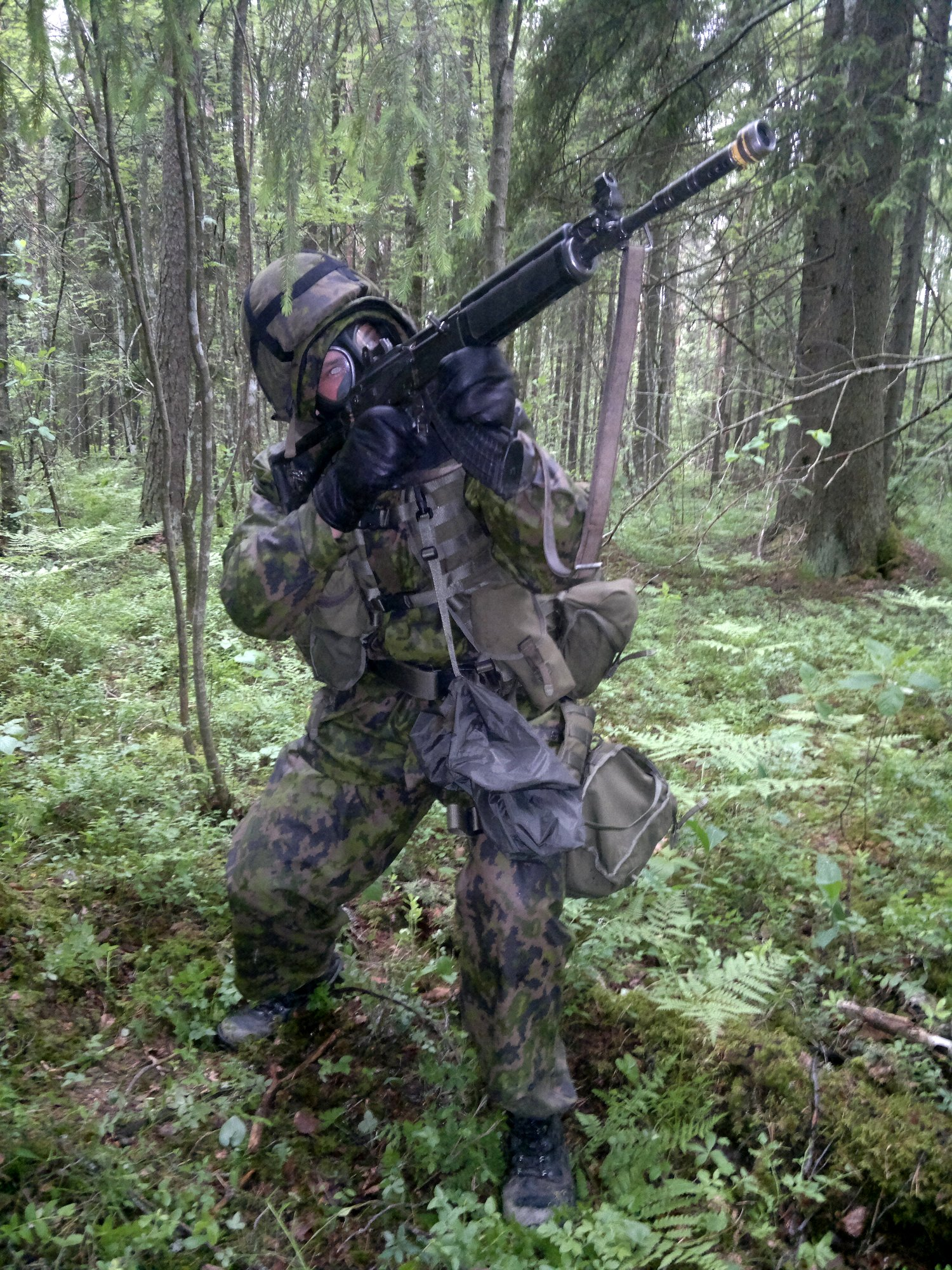
Żołnierz w masce M95

Maska przeciwgazowa M95 (fiń. Suojanaamari M95) – fińska wojskowa maska przeciwgazowa z przełomu XX i XXI wieku. Podstawowa maska przeciwgazowa sił zbrojnych Finlandii i warunkowo eksportowana do innych krajów.
Maska M95 zapewnia ochronę przed bojowymi środkami trującymi oraz toksycznymi środkami przemysłowymi. Nie zapewnia ochrony przed tlenkiem węgla.
Filtr maski umieszczony został z boku (z lewej lub prawej strony), co ułatwia celowanie z broni długiej. Maska posiada system do pobierania płynów (bezpośrednio z manierki, bez wężyka). Ponadto możliwe jest także korzystanie z wkładek korygujących wzrok.

## Dane techniczne maski przeciwgazowej SCOTT M’95
Materiały
- Część twarzowa – elastomer halo-butylowy
- Półmaska wewnętrzna – silikon
- Dyski zaworów – silikon
- Okulary – poliamid (PA)
- Uprząż nagłowna i siatka mocująca – pokryty poliestrem (PES) elastan (Lycra o grubości przędzy 20), nie zawiera lateksu (może być autoklawowana); paski z poliamidu (PA)
- Ramki okularów – poliamid (PA)
- Butelka – polietylen o dużej gęstości (HDPE), ochrona przed bronią ABC >48 godzin

- Współczynnik ochrony > 10 000

- Ochrona przed środkami CBRN > 48 h

- Opory oddychania

- - Przy wdechu 30 l/min < 0,45 mbar
  - Przy wdechu 95 l/min < 1,0 mbar
  - Przy wydechu – 160 l/min < 1,2 mbar

- Zawartość dwutlenku węgla <0,45%
- Pole widzenia >80%
- Przepływ pobieranego płynu – 250 ml/min
- Zakres temperatur od –30 °C do +70 °C
- Okres przechowywania – 20 lat
- Podłączenie filtra Gwint standardu NATO (STANAG 4155/EN 148), średnica 40 mm
- Waga Maska z filtropochłaniaczem – 460 g 720 g